# Kittilä
Kittilä (en sami de Inari: Kittâl; en sami septentrional: Gihttel) es un municipio situado en la región de Laponia finlandesa, en el norte de Finlandia. Es conocido como un popular destino turístico durante el invierno.

## Geografía y población
El municipio abarca una superficie total de 8.263,08 km², de los cuales 8.094,37 km² corresponden a tierra firme y 168,71 km² a cuerpos de agua. Según datos de 2010, cuenta con una población aproximada de 6.125 habitantes, lo que representa una densidad de población de 0,76 hab./km².

## Turismo
Kittilä alberga la estación de esquí Levi, una de las más importantes de Finlandia. Es un centro de deportes invernales donde se practica esquí alpino, snowboard y esquí de fondo. En sus cercanías se encuentra el Kätkätunturi, una colina que alcanza los 504,6 metros de altitud y se extiende a lo largo de 7 kilómetros.

## Minería
El 5 de junio de 2006 se anunció que la corporación canadiense Agnico Eagle Mines iniciaría la explotación de una mina de oro en la zona. Esta operación minera, una vez desarrollada completamente, será la mayor mina de oro de Europa. Se estima que el yacimiento contiene al menos tres millones de onzas de oro puro, con un valor estimado en más de 1.800 millones de dólares estadounidenses (según precios de 2006). Se proyecta una producción promedio de 150.000 onzas anuales durante un período de al menos 13 años.

## Cultura
En el municipio se encuentra el Museo de Särestöniemi, dedicado a la obra del pintor Reidar Särestöniemi, figura destacada del arte lapón contemporáneo.